# Echtra
Uma echtra ou echtrae (echtrai no plural) é uma das categorias da antiga literatura irlandesa sobre as aventuras de um herói no Outro Mundo (ver Tír na nÓg e Mag Mell); a ambientação em outro mundo é uma característica distintiva destes contos. Mais genericamente, echtra era a palavra em irlandês antigo para "aventura", sendo que a palavra em irlandês moderno é eachtra.
A echtra foi um dos mais populares entre os antigos gêneros irlandeses, de tal forma que a palavra veio a ser posteriormente usada nos títulos de qualquer romance, sem levar em consideração o conteúdo sobrenatural. Anteriormente, todavia, a ênfase de uma echtra estava no período vivido pelo herói no Outro Mundo, sendo a jornada para o mesmo vista meramente como uma moldura para a história. Isto diferencia as echtrai das Immrama, ou "Viagens", cujo foco se concentra na jornada do herói em vez do destino sobrenatural.
O herói da echtra é geralmente convidado para ir ao Outro Mundo por uma graciosa donzela ou um grande guerreiro, e deve atravessar ou o oceano ocidental ou uma planície encoberta por um nevoeiro místico. O(a) anfitriã(o) se revela como sendo um dos Tuatha Dé Danann, ou do povo das fadas, e Manannan ou Lug freqüentemente aparecem nos contos. O destino do herói após sua jornada varia de conto para conto. Às vezes, ele permanece entre os sídhe para sempre, e às vezes ele retorna com conhecimentos e presentes para seu povo. Por vezes, o herói descobre que sua visita durou anos ou mesmo séculos, embora ele não tenha percebido a passagem do tempo. Ele é avisado de que se sequer tocar o solo pátrio novamente, certamente perecerá. Na Viagem de Bran, os heróis descrevem sua aventura para ouvintes na praia, e depois partem em rumo desconhecido. Numa história popular do Ciclo Feniano, Oisín toca o solo e imediatamente envelhece centenas de anos. Ele conta sua história a São Patrício e recebe o batismo cristão antes de morrer.